# NINJA (EP)
NINJA 2009 Tour Sampler (escrito NIN|JA en la portada) es un EP gratuito de Nine Inch Nails, Jane's Addiction y Street Sweeper Social Club. Se lanzó el 20 de marzo de 2009 de forma gratuita a través del sitio oficial de la gira de NIN y Jane's Addiction. Las dos canciones de Street Sweeper Social Club que aparecen en el álbum, "Clap for The Killers" y "The Oath", aparecen también en su álbum debut. Las dos pistas de Nine Inch Nails, "Not So Pretty Now" y "Non-Entity" se grabaron durante las sesiones de With Teeth, aunque finalmente no se incluyeron en el álbum.

## Lista de canciones
| N.º | Título                                              | Duración |  |
| 1.  | «Chip Away» (Jane's Addiction)                      | 2:37     |  |
| 2.  | «Not So Pretty Now» (Nine Inch Nails)               | 3:50     |  |
| 3.  | «Clap for the Killers» (Street Sweeper Social Club) | 3:57     |  |
| 4.  | «Whores» (Jane's Addiction)                         | 3:45     |  |
| 5.  | «Non-Entity» (Nine Inch Nails)                      | 4:03     |  |
| 6.  | «The Oath» (Street Sweeper Social Club)             | 4:26     |  |